# Pousseaux
Pousseaux – miejscowość i gmina we Francji, w regionie Burgundia-Franche-Comté, w departamencie Nièvre.
Według danych na rok 1990 gminę zamieszkiwało 197 osób, a gęstość zaludnienia wynosiła 18 osób/km² (wśród 2044 gmin Burgundii Pousseaux plasuje się na 714. miejscu pod względem liczby ludności, natomiast pod względem powierzchni na miejscu 866.).